# Герцеговина

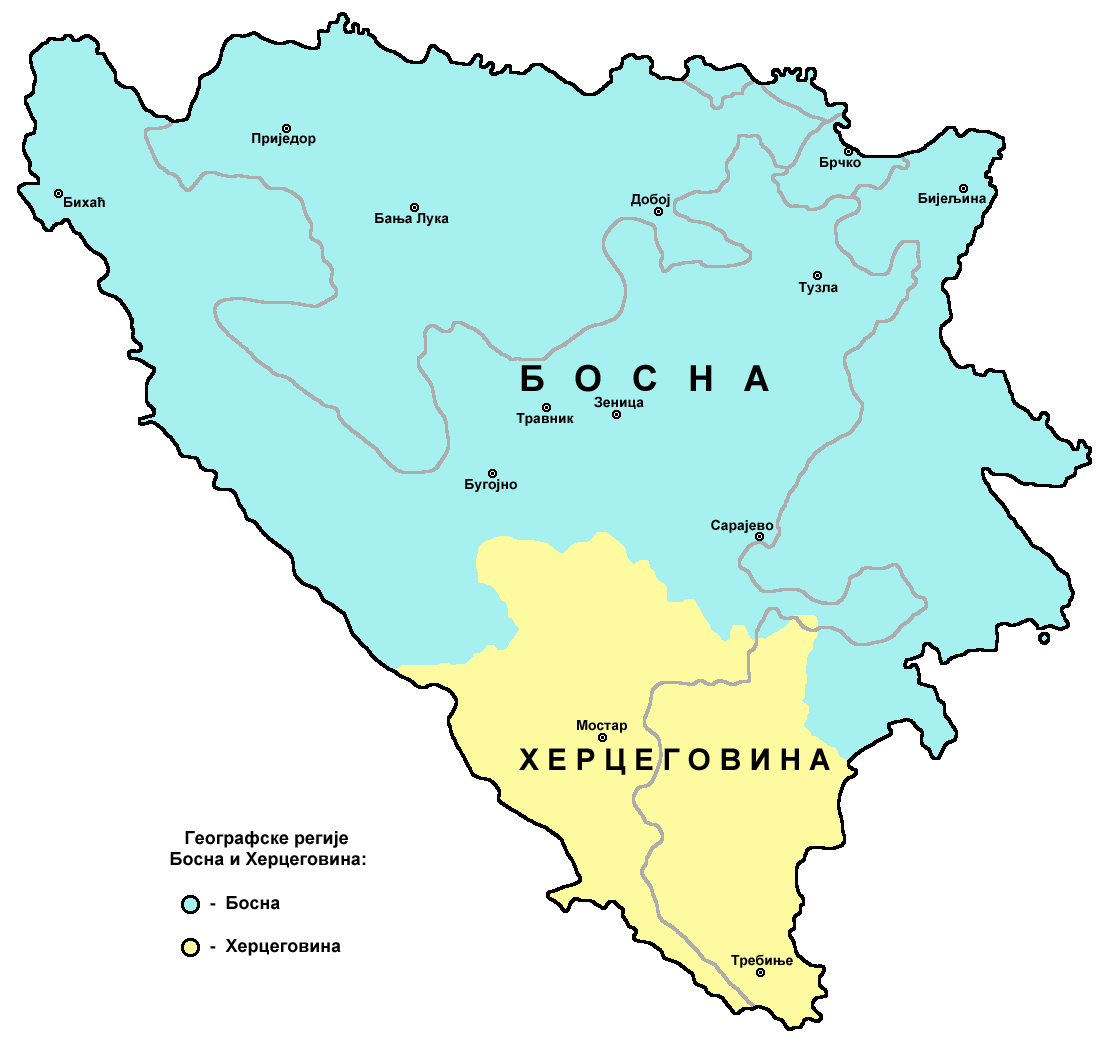
Современная Герцеговина в составе Боснии и Герцеговины

Герцегови́на (сербохорв. Hercegovina / Херцеговина) — историческая область, расположенная на юге государства Босния и Герцеговина.
До 1860—1913 годов в состав «Старой Герцеговины» входили также западные земли Черногории и Сербии. Население современной Герцеговины — герцеговинцы — сильно перемешано, основные этнические группы: хорваты, боснийцы и сербы. Основные города: Мостар — в западной Герцеговине и Требине — в восточной.

## Название
…Позади боснийцев стана
 Встала рать страны, где слава
 Чтится герцога Степана,
 Где святой в почёте Савва:
 Та страна — Герцеговина…
Название Герцеговины происходит от венгерского herceg — «воевода». Исторически связано с боснийским феодалом Степаном Вукчичем, который в 1448 году принял звание воеводы или герцога святого Саввы, отчего впоследствии его владения, составлявшие средневековую область Хум, получили название Герцеговины. Во времена турецкого владычества название закрепилось за образованным на хумских землях Герцеговинским санджаком (тур. Hersek Sancağı).

## История
В раннем Средневековье Герцеговина была разделена на множество независимых княжеств. Северная Герцеговина (исторические области Захумье и Травуния) принадлежали правителям Сербии из династии Неманичей. Южная Герцеговина входила в Королевство Хорватия вплоть до его союза с Венгрией в 1102 году. Позже эти территории вошли в Боснийское государство, достигшее своего расцвета при бане Твртко I во второй половине XIV века. К 1370 году он расширил территорию Боснии до современных Боснии и Герцеговины, заключил союз с Венгрией и Дубровницкой республикой. С 1377 года он был также королём Сербии, а с 1390 года, после того как он захватил Иллирию и острова Адриатического моря — королём Хорватии и Далмации. В это время Босния играла роль региональной сверхдержавы на Балканах, уступая по влиянию лишь Венгрии и Османской империи.
После смерти Твртко и ослабления Боснии Захумьем правили фактически независимые князья из династии Косача: Сандаль Хранич и его племянник Стефан Вукшич. 20 января 1448 года Стефан послал письмо императору Священной Римской империи Фридриху III, в котором назвал себя «герцогом», отчего позже и возникло название «Герцеговина».

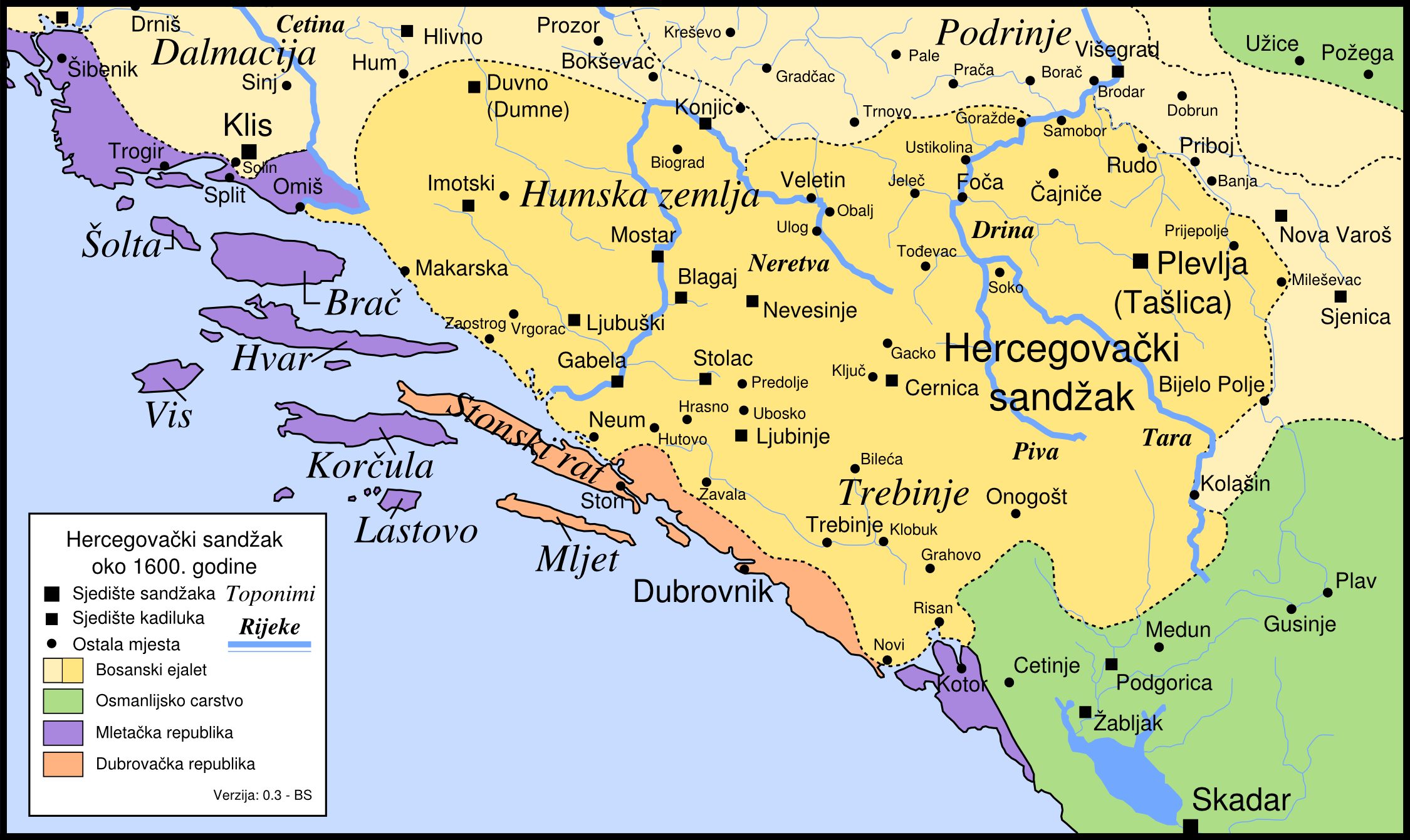
Герцеговинский санджак

В 1482 году земли наследников герцога Стефана были оккупированы Османской империей. Герцеговина получила статус округа (санджак) в составе османской провинции (вилайет) Босния.
С 1833 по 1851 год Герцеговина была отдельным вилайетом, затем вилайеты Босния и Герцеговина были объединены, и после 1853 года название «Босния и Герцеговина» стало общеупотребительным. В середине XIX века Герцеговина была объектом территориальных притязаний независимой Черногории. Само славянское населении Боснии и Герцеговины периодически поднимало анти-турецкие восстания, крупнейшим из которых было восстание 1875—1876 годов. До 1878 года Черногории удалось аннексировасть часть территории Герцеговины, включая Никшич.

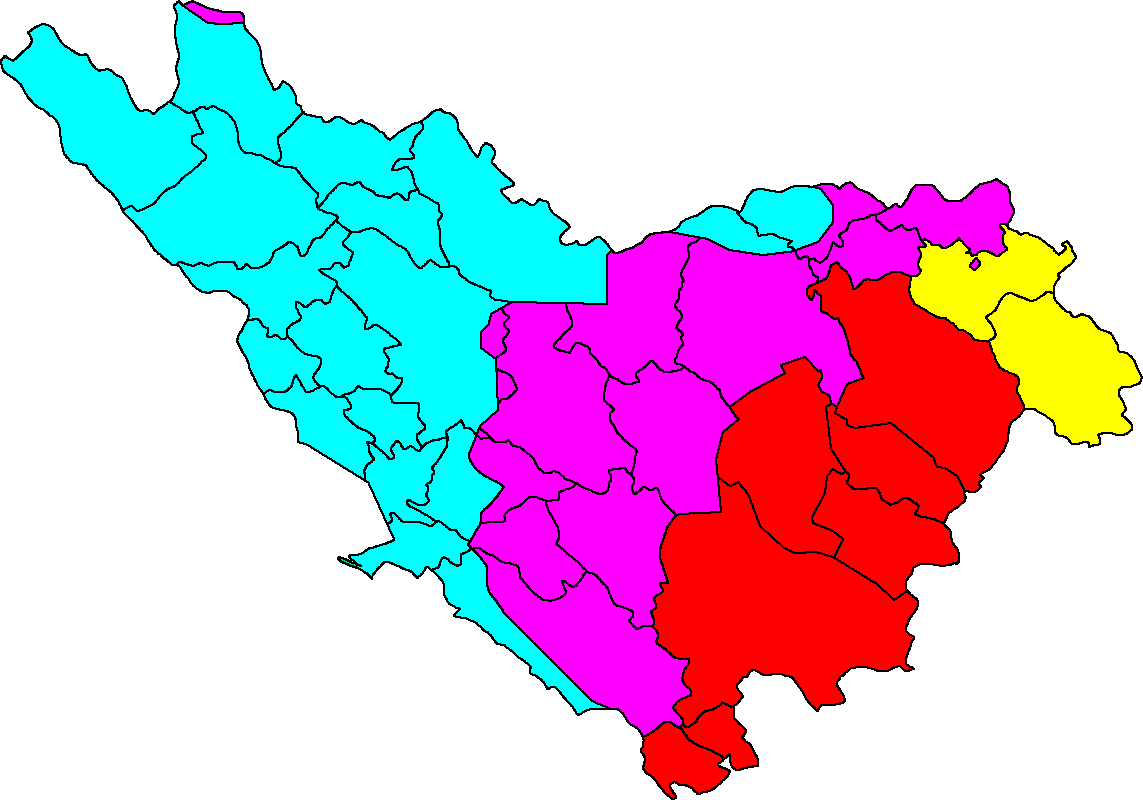
Части «Старой Герцеговины»:
Западная
Восточная
Черногорская
Сербская

В 1878 году Боснию и Герцеговину оккупировала Австрия. В 1908 году область была формально аннексирована. Поводом к Первой мировой войне стало убийство эрцгерцога Франца-Фердинанда в столице Боснии - Сараево; причиной убийства было недовольство сербов австрийской политикой переселения сербов в Боснии и Герцеговине. После Первой мировой войны и распада Австро-Венгерской империи Босния и Герцеговина вошли в состав Королевства Югославия.
Во время Второй мировой войны, с 1941 по 1945 год, Герцеговина входила в состав прогерманского Независимого государства Хорватия, при этом существенная часть её территории контролировалась подразделениями партизан, усташей и четников. После войны Босния и Герцеговина стали единой республикой в составе социалистической Югославии.
В 1992 году, во время распада Югославии, была провозглашена независимость Боснии и Герцеговины. Многие боснийские сербы не поддержали это решение, и на контролируемых ими территориях была провозглашена Республика Сербская. Последовавшая гражданская война, включавшая этнические чистки всеми сторонами конфликта, закончилась в 1995 году Дейтонским соглашением, по которому Босния и Герцеговина стала состоять из двух равноправных государственных образований: Федерации Боснии и Герцеговины и Республики Сербской.

## Географическое расположение

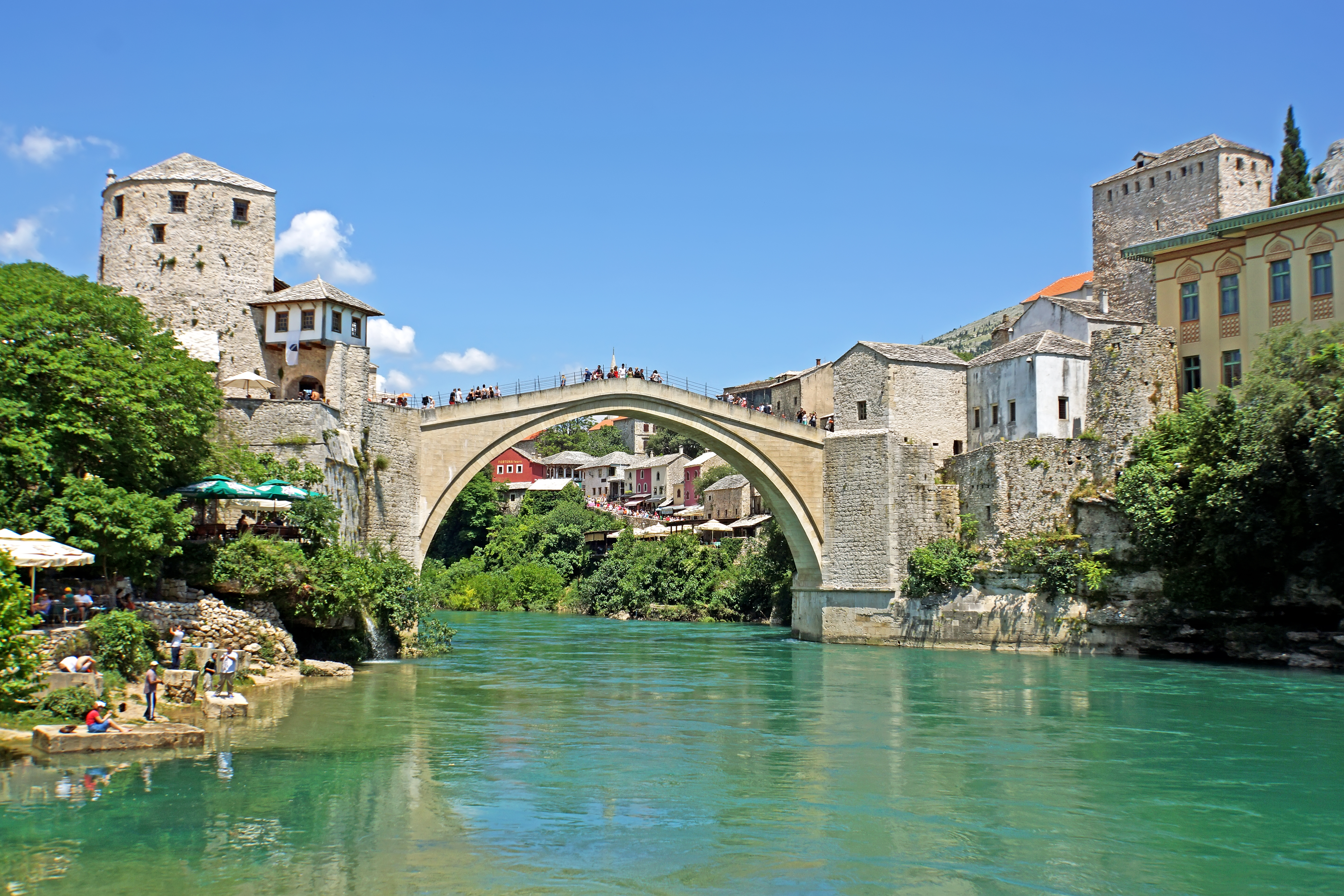
Мостарский мост на реке Неретве

Герцеговина, составляющая часть современного государства Босния и Герцеговина, имеет площадь около 11,4 тысяч км², то есть около 20 % территории Боснии и Герцеговины. Остальные 80 % занимает лежащая к северу Босния. Граница между Боснией и Герцеговиной официально не установлена, но обычно проводится по Иван-Планине. Географически делится на Верхнюю и Нижнюю Герцеговину
Обе области были тесно связаны со средневековья, и часто название Босния употребляется для обозначения Боснии и Герцеговины вместе. Название Босния и Герцеговина появилось лишь в конце османского правления.
Название «Герцеговина» означает «Земля герцога» и названа так в честь Стефана Вукшича Косачи, носившего титул герцога (1448) и объединившего земли современной Герцеговины под своим управлением. Герцеговина граничит с Боснией на севере, Черногорией на востоке, Хорватией на западе, полуэксклавом Хорватии (Дубровник) на юге, а также имеет выход к Адриатическому морю протяжённостью 8 км в районе города Неум.

## Население

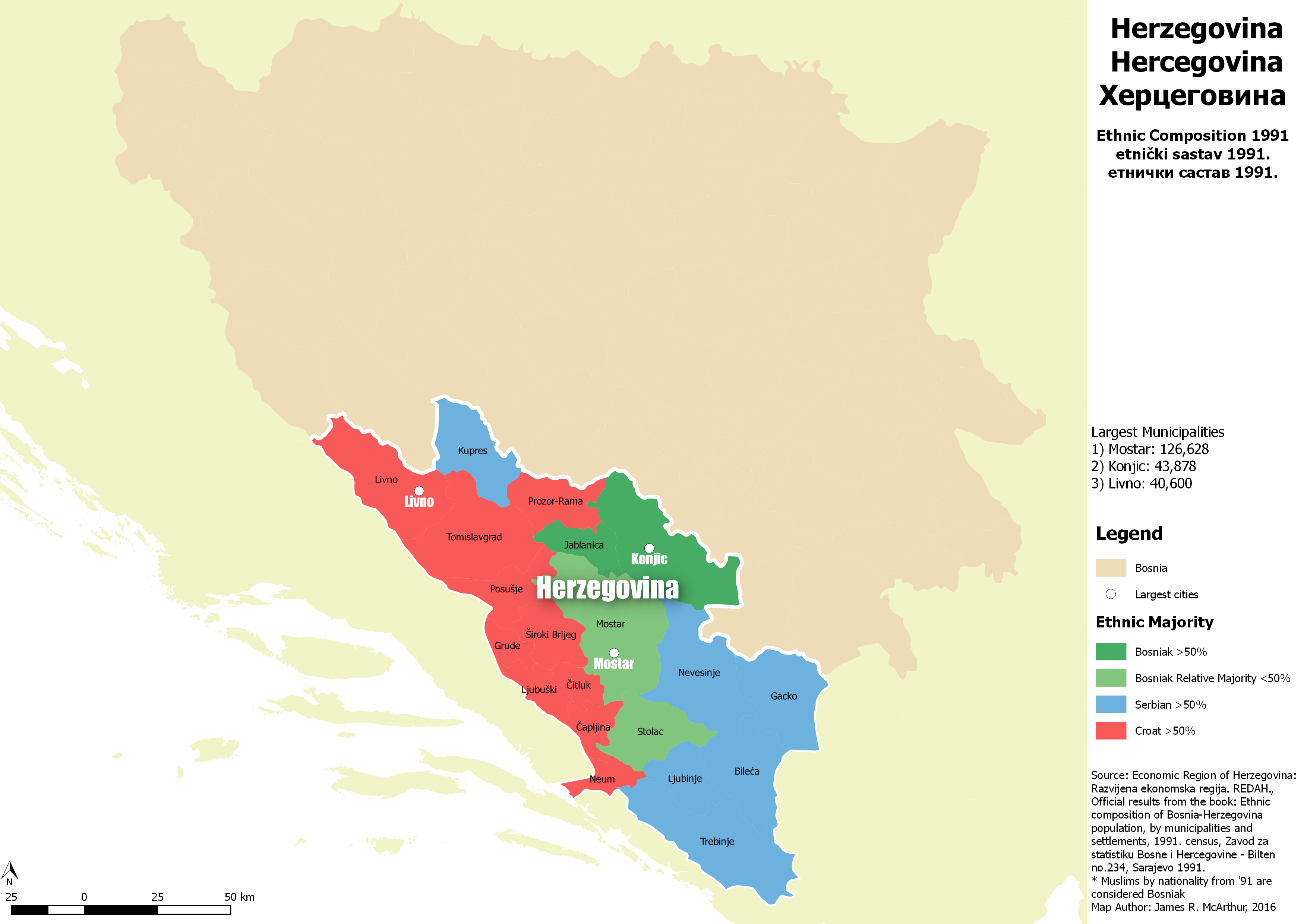
Этнический состав (1991)

Статистика населения, по всей видимости, существенно изменилась за время гражданской войны в Боснии и Герцеговине. Последняя перепись населения проводилась ещё до войны, в 1991 году, и по её результатам население Герцеговины составило 437 095 человек. Хорваты Герцеговины населяют области у границы с Хорватией, включая Мостар и Томиславград. Мусульманское население традиционно проживает в долине Неретвы. Восточная часть Герцеговины, с центром в Требине, населена сербами и входит в Республику Сербскую.